# Gubernatorzy Samoa Amerykańskiego
Gubernator Samoa Amerykańskiego jest szefem tamtejszego rządu oraz przedstawicielem prezydenta Stanów Zjednoczonych. Gubernator jest wybierany w wyborach powszechnych, a jego kadencja trwa cztery lata.

## Komendanci gubernatorzy (1900–1905)
| Kadencja                            | Portret | Imię i nazwisko            |
| ----------------------------------- | ------- | -------------------------- |
| 17 lutego 1900 - 27 listopada 1901  |         | Benjamin Franklin Tilley   |
| 27 listopada 1901 - 16 grudnia 1902 |         | Uriel Sebree               |
| 16 grudnia 1902 - 5 maja 1903       |         | Henry Minett, tymczasowo   |
| 5 maja 1903 - 30 stycznia 1905      |         | Edmund Beardsley Underwood |

## Wojskowi gubernatorzy (1905–1951)
| Kadencja                             | Portret | Imię i nazwisko                         |
| ------------------------------------ | ------- | --------------------------------------- |
| 30 stycznia 1905 - 21 maja 1908      |         | Charles Brainard Taylor Moore           |
| 21 maja 1908 - 10 listopada 1910     |         | John Frederick Parker                   |
| 10 listopada 1910 - 14 marca 1913    |         | William Michael Crose                   |
| 14 marca 1913 - 14 lipca 1913        |         | Nathan Woodworth Post, tymczasowo       |
| 14 lipca 1913 - 2 października 1914  |         | Clark Daniel Stearns                    |
| 2 października 1914 - 6 grudnia 1914 |         | Nathan Woodworth Post, tymczasowo       |
| 6 grudnia 1914 - 1 marca 1915        |         | Charles Armijo Woodruff, tymczasowo     |
| 1 marca 1915 - 10 czerwca 1919       |         | John Martin Poyer                       |
| 10 czerwca 1919 - 3 listopada 1920   |         | Warren Jay Terhune                      |
| 11 listopada 1920 - 1 marca 1922     |         | Waldo A. Evans                          |
| 1 marca 1922 - 4 września 1923       |         | Edwin Taylor Pollock                    |
| 4 września 1923 - 17 marca 1925      |         | Edward Stanley Kellogg                  |
| 17 marca 1925 - 9 września 1927      |         | Henry Francis Bryan                     |
| 9 września 1927 - 2 sierpnia 1929    |         | Stephen Victor Graham                   |
| 2 sierpnia 1929 - 24 marca 1931      |         | Gatewood Sanders Lincoln                |
| 24 marca 1931 - 22 kwietnia 1931     |         | James Sutherland Spore, tymczasowo      |
| 22 kwietnia 1931 - 17 lipca 1931     |         | Arthur Tenney Emerson, tymczasowo       |
| 17 lipca 1931 - 12 maja 1932         |         | Gatewood Sanders Lincoln                |
| 12 maja 1932 - 10 kwietnia 1934      |         | George Bertram Landenberger             |
| 10 kwietnia 1934 - 17 kwietnia 1934  |         | Thomas C. Latimore, tymczasowo          |
| 17 kwietnia 1934 - 15 stycznia 1936  |         | Otto Carl Dowling                       |
| 15 stycznia 1936 - 20 stycznia 1936  |         | Thomas Benjamin Fitzpatrick, tymczasowo |
| 20 stycznia 1936 - 3 czerwca 1938    |         | MacGillivray Milne                      |
| 26 czerwca 1938 - 30 lipca 1940      |         | Edward William Hanson                   |
| 30 lipca 1940 - 8 sierpnia 1940      |         | Jesse R. Wallace, tymczasowo            |
| 8 sierpnia 1940 - 5 czerwca 1942     |         | Laurence Wild                           |
| 17 stycznia 1942 - 25 kwietnia 1942  |         | Henry Louis Larsen                      |
| 5 czerwca 1942 - 8 lutego 1944       |         | John Gould Moyer                        |
| 8 lutego 1944 - 27 stycznia 1945     |         | Allen Hobbs                             |
| 27 stycznia 1945 - 3 września 1945   |         | Ralph Waldo Hungerford                  |
| 3 września 1945 - 10 września 1945   |         | Samuel Canan, tymczasowo                |
| 10 września 1945 - 22 kwietnia 1947  |         | Harold Houser                           |
| 22 kwietnia 1947 - 15 czerwca 1949   |         | Vernon Huber                            |
| 7 lipca 1949 - 23 lutego 1951        |         | Thomas Francis Darden, Jr.              |

## Cywilni gubernatorzy (1951–1978)
| Imię i nazwisko | Imię i nazwisko                           | Początek kadencji    | Koniec kadencji      |
| --------------- | ----------------------------------------- | -------------------- | -------------------- |
|                 | Phelps Phelps (1897–1981)                 | 23 lutego 1951       | 20 czerwca 1952      |
|                 | John C. Elliott (1919–2001)               | 20 czerwca 1952      | 23 listopada 1952    |
|                 | James Arthur Ewing (1916–????)            | 28 listopada 1952    | 4 marca 1953         |
|                 | Lawrence M. Judd (1887–1968)              | 4 marca 1953         | 5 sierpnia 1953      |
|                 | Richard Barrett Lowe (1902–1972)          | 5 sierpnia 1953      | 15 października 1956 |
|                 | Peter Tali Coleman (1919–1997)            | 17 października 1956 | 24 maja 1961         |
|                 | Hyrum Rex Lee (1910–2001)                 | 24 maja 1961         | 31 lipca 1967        |
|                 | Owen Stuart Aspinall (1927–1997)          | 1 sierpnia 1967      | 31 lipca 1969        |
|                 | John Morse Haydon (1920–1991)             | 1 sierpnia 1969      | 14 października 1974 |
|                 | Frank C. Mockler (tymczasowo) (1909–1993) | 14 października 1974 | 6 lutego 1975        |
|                 | Earl B. Ruth (1916–1989)                  | 6 lutego 1975        | 30 września 1976     |
|                 | Frank Barnett (1933–2016)                 | 1 października 1976  | 27 maja 1977         |
|                 | Hyrum Rex Lee (1910–2001)                 | 28 maja 1977         | 3 stycznia 1978      |

## Elekcyjni gubernatorzy (1978–)
| #   | Portret   | Imię i nazwisko                     | Początek kadencji | Koniec kadencji | Partia polityczna |
| --- | --------- | ----------------------------------- | ----------------- | --------------- | ----------------- |
| 1   |           | Peter Tali Coleman (1919–1997)      | 3 stycznia 1978   | 3 stycznia 1985 | Republikanin      |
| 2   |           | A. P. Lutali (1919–2002)            | 3 stycznia 1985   | 2 stycznia 1989 | Demokrata         |
| (1) |           | Peter Tali Coleman (1919–1997)      | 2 stycznia 1989   | 3 stycznia 1993 | Republikanin      |
| (2) |           | A. P. Lutali (1919–2002)            | 3 stycznia 1993   | 3 stycznia 1997 | Demokrata         |
| 3   |           | Tauese Sunia (1941–2003)            | 3 stycznia 1997   | 26 marca 2003   | Demokrata         |
| 4   |           | Togiola Tulafono (1947–)            | 26 marca 2003     | 3 stycznia 2013 | Demokrata         |
| 5   |           | Lolo Letalu Matalasi Moliga (1949–) | 3 stycznia 2013   | 3 stycznia 2021 | bezpartyjny       |
| (5) | Demokrata | Lolo Letalu Matalasi Moliga (1949–) | 3 stycznia 2013   | 3 stycznia 2021 |                   |
| 6   |           | Lemanu Peleti Mauga (1949–)         | 3 stycznia 2021   | nadal           | Demokrata         |